# Kōji Fukushima

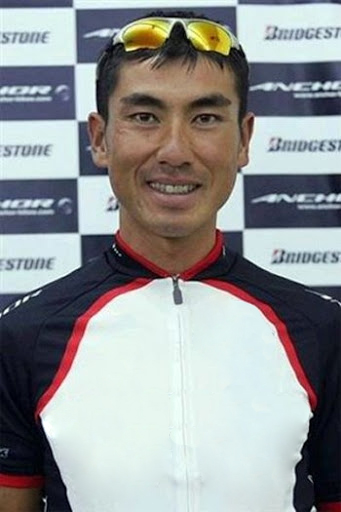
Kōji Fukushima, 2020

Kōji Fukushima (japanisch 福島 康司, Fukushima Kōji; * 21. August 1973) ist ein ehemaliger japanischer Radrennfahrer.
Kōji Fukushima gewann 2003 eine Etappe der Tour de Hokkaidō. Daraufhin ging er zum Radsport-Team Bridgestone-Anchor. In seiner ersten Saison gewann er die Serbien-Rundfahrt und die Tour of China, in der er die 3. Etappe gewann. Im folgenden Jahr gewann er gleich zu Beginn der Saison den Prolog der Tour du Siam und eine Etappe bei der Tour de Langkawi. Später wurde er Zweiter beim Circuit de Lorraine und Vierter beim Trophée des Grimpeurs. 2006 fuhr Fukushima für das japanische Cycle Racing Team Vang. Er konnte im Juni die Gesamtwertung der Boucles de la Mayenne für sich entscheiden. 2007 gewann er noch einmal eine Etappe der Tour du Siam.

## Palmarès
2004
- eine Etappe Paths of King Nikola
- eine Etappe und Gesamtwertung Serbien-Rundfahrt
- eine Etappe und Gesamtwertung China-Rundfahrt

2005
- Prolog Tour du Siam
- eine Etappe Tour de Langkawi

2006
- Gesamtwertung Boucles de la Mayenne

2007
- eine Etappe Tour du Siam

## Teams
- 2004 Bridgestone-Anchor
- 2005 Bridgestone-Anchor
- 2006 Cycle Racing Team Vang
- 2007 Nippo-Meitan Hompo
- 2008 Meitan Hompo-GDR

- 2010 Geumsan Ginseng Asia